# 三浦為時
三浦 為時（みうら ためとき）は、江戸時代前期から中期にかけての紀州藩家老。三浦長門守家第2代当主。官位は従五位下長門守。叔母は徳川頼宣の生母・養珠院。

## 生涯
慶長14年（1609年）5月20日、三浦為春の三男として常陸国茨城郡水戸（現在の茨城県水戸市）で生まれる。幼名は満之助。慶長16年（1611年）に駿河国に移り、慶長20年（1615年）に叔母の養珠院の面前で従兄の徳川頼宣に拝謁。元和5年（1619年）の頼宣の紀州転封に父と共に同行し、左近将監を称する。元和7年（1621年）に13歳で頼宣に仕える。
元和9年（1623年）には頼宣の供をして上洛し、翌寛永元年（1624年）1月に大御所・徳川秀忠、第3代将軍・家光に拝謁する。同年、父の隠居により家督相続し、自身の2,000石と合わせて知行1万石となる。寛永3年（1626年）に頼宣の供をして上洛し、後水尾天皇の二条城行幸に供奉する。同年7月30日に頼宣の面前で元服。寛永9年（1632年）、養珠院の養女（小笠原清政の娘）と婚姻。寛永12年（1635年）に附家老・安藤直治が死去すると、遺児の千福丸（のちの義門）は幼少であったため、頼宣の命により為時は附家老・水野重良と共に大老として藩政を任されることとなった。寛永14年（1637年）1月5日、従五位下長門守に任官し、同年1月21日に江戸城で将軍・家光に拝謁した後、和歌山に帰国。
承応元年（1652年）に父・為春が死去すると、頼宣は為春の隠居料5,000石を為時に与えるとした直状を出したが、為時がこれを固持したため、翌承応2年（1653年）に頼宣の使者として彦坂八郎右衛門が和歌山に下向し、「古の五千石は東照神君（家康）の命ずるところなり。後の五千石は台徳院殿（秀忠）の命ずるところなり。今の五千石は二品（頼宣）初めて賜うところなり。辞すべからず。」と命じたところ、為時は遂にこれを拝受して知行1万5,000石となった。同年、附家老・安藤義門が元服したため、為時は大老の辞任を願い出たが、寛文7年（1667年）に再度辞任を願い出るまで頼宣の許しは得られなかった。
延宝4年（1676年）11月11日、死去。享年68（満67歳没）。墓所は和歌山県和歌山市の了法寺。家督は嫡男・為隆が継いだ。

## 系譜
- 父：三浦為春
- 母：良円院（篠子主計の娘）
- 正室：養珠院の養女（小笠原清政の娘）
  - 長女：光耀院（松平三郎兵衛室）
  - 次女：理性院（安藤直清室）
  - 三女：松林院（伊丹直之室）
  - 長男：三浦為衛（早世）
  - 四女：妙成院（菅沼定格室）
  - 次男：三浦為隆
- （生母不詳）
  - 五女：法心院（岡野一明室）
  - 三男：三浦為雄（初名は為豊のち為矩）
  - 六女：梅岳院（山中俊清室）
  - 四男：中川元宜（中川正元の養子）
  - 五男：垣屋豊照（初名は為淳、垣屋秀政の養子）